# Khánh (nghệ sĩ)
Nguyễn Bảo Khánh (sinh ngày 12 tháng 7 năm 1999), thường được biết đến với nghệ danh Khánh (cách điệu là KHÁNH) hay nghệ danh cũ K-ICM, là một nam nhạc sĩ, nhà sản xuất thu âm, DJ kiêm nhạc công người Việt Nam.

## Cuộc đời và sự nghiệp

### Những năm thiếu thời và khởi đầu sự nghiệp
Khánh sinh ngày 12 tháng 7 năm 1999 tại Sóc Trăng. Anh sinh ra trong một gia đình có truyền thống nghệ thuật. Cha chơi đàn guitar, anh trai cả chơi sáo và anh ba chơi trống. Lúc đó anh chỉ thích hát. Đến năm 7 tuổi, anh mới bắt đầu học chơi đàn và nó dần trở thành niềm đam mê lớn của anh. Khoảng 12 tuổi, anh cùng các anh của mình đã được mời đi biểu diễn ở các tiệc cưới. Với đam mê của mình cùng những lời động viên của cha mẹ, anh bắt đầu phát trực tiếp chơi đàn để mọi người biết đến anh nhiều hơn. Kể từ đó, anh đã bắt đầu trở nên nổi tiếng trên mạng xã hội khi phát trực tiếp liên tục trong gần 2 tiếng đồng hồ với 603.000 lượt xem, hơn 14.000 lượt chia sẻ cùng gần 50.000 bình luận. Với khả năng chơi đàn organ chuyên nghiệp, anh cover các bản hit trên thị trường âm nhạc. Từ đó anh được gọi với cái tên "Khánh nện đàn".

### Bước ngoặt sự nghiệp
Anh trở nên nổi tiếng hơn khi cho ra mắt ca khúc "Buồn của anh" kết hợp cùng Đạt G và Masew với nghệ danh K-ICM. Bài hát nhanh chóng vươn lên vị trí thứ 3 thịnh hành YouTube ở Việt Nam sau một tuần ra mắt, đồng thời lọt top 10 bài hát có xu hướng tìm kiếm nổi bật nhất trên Google năm 2018. Bước đi đầu tiên này đã giúp K-ICM chính thức bước vào con đường hoạt động nghệ thuật như một người nghệ sĩ thực thụ với tương lai rộng mở sau này.

### Thành công với các bản hit kết hợp cùng Jack
Khi K-ICM nghe được bài hát "Hồng nhan" của Jack – J97, anh đã nhắn tin xin phép phối lại bài hát này. Sau lần gặp mặt lần đầu tiên ở Sóc Trăng, nhận thấy sự tương đồng và hòa hợp trong phong cách âm nhạc, cả hai đã hợp tác với nhau cho ra mắt ca khúc "Bạc phận". Bài hát nhanh chóng trở thành một bản hit. Chỉ mất vỏn vẹn 7 tháng, bài hát nhanh chóng cán mốc 250 triệu lượt xem trên YouTube, trở thành MV cán mốc 250 triệu lượt xem nhanh nhất Việt Nam.
Sau đó, K-ICM tiếp tục kết hợp cùng Jack, cho ra mắt các bài hát "Sóng gió", "Em gì ơi", "Việt Nam tôi" và "Hoa vô sắc" tiếp tục được anh và Jack ra mắt sau đó. Những bài hát này cũng nhanh chóng trở thành các bản hit lớn, xô đổ nhiều kỉ lục trên các bảng xếp hạng tại Việt Nam. Tên tuổi hai người từ đó dần trở nên nổi tiếng trong giới showbiz Việt.

## Tranh cãi
Cuối năm 2019, một tin đồn có nội dung "Jack và K-ICM bất hoà" hay "K-ICM bóc lột sức lao động của Jack" được lan truyền trên Internet. Jack đã đăng lên tài khoản Facebook của mình một bài viết có nội dung đề cập đến việc bản phát hành ca khúc "Hoa vô sắc" chỉ đang là phiên bản demo. Bài hát chỉ mới thu âm thử, chưa có bè. Tuy nhiên K-ICM đã tự đăng lên kênh YouTube của mình. Sau bài phỏng vấn có nội dung khẳng định "không bóc lột Jack", K-ICM nhận về nhiều phản ứng tiêu cực từ khán giả. Jack quyết định rời ICM Entertainment và không còn hợp tác với K-ICM.

## Nghệ danh
Giải thích về nghệ danh cũ K-ICM của mình, anh cho biết chữ K là chữ cái đầu tiên của Khánh, còn ICM là viết tắt của INCUOMMOS, là công ty mà anh đang cộng tác. K-ICM có nghĩa là Khánh đến từ công ty Incuommos.

## Danh sách đĩa nhạc

### Album
- Ai Mang Cô Đơn Đi (2020) (hợp tác với APJ)
- Tôi 20 (2021)

### Đĩa đơn
| Tựa đề                                                           | Năm  |
| ---------------------------------------------------------------- | ---- |
| Buồn của anh (hợp tác với Đạt G, Masew)                          | 2017 |
| Em đã từng (hợp tác với My Trang)                                | 2017 |
| Đi Đi Đi (hợp tác với My Trang, Kalsey, Zickky)                  | 2017 |
| Con trai cưng (hợp tác với B Ray)                                | 2018 |
| Lắng nghe nỗi nhớ (hợp tác với Ngọc Vũ)                          | 2018 |
| Nắng vàng                                                        | 2018 |
| Bay cao                                                          | 2018 |
| Yêu thương không là mãi mãi (hợp tác với Jang Nguyễn)            | 2018 |
| Trang nguyệt cát (hợp tác với Tranee, Nguyễn Minh Thắng)         | 2018 |
| Bạc phận (hợp tác với Jack – J97)                                | 2019 |
| Tỏ tình (hợp tác với Jang Nguyễn)                                | 2019 |
| Sóng gió (hợp tác với Jack – J97)                                | 2019 |
| Em gì ơi (hợp tác với Jack – J97)                                | 2019 |
| Việt Nam tôi (hợp tác với Jack – J97)                            | 2019 |
| Hoa vô sắc (hợp tác với Jack – J97)                              | 2019 |
| Cần một lý do (hợp tác với Czee)                                 | 2020 |
| If you love me                                                   | 2020 |
| I'm Calling for You                                              | 2020 |
| Đừng chờ (hợp tác với Czee)                                      | 2020 |
| Phượng khấu (hợp tác với Jang Nguyễn)                            | 2020 |
| Tình ca em đến (hợp tác với Czee)                                | 2020 |
| Fever (hợp tác với Wren Evans)                                   | 2020 |
| Túy họa (hợp tác với Xesi)                                       | 2020 |
| Yêu em nhiều hơn mình (hợp tác với Huyền Tâm Môn)                | 2020 |
| Ai mang cô đơn đi (hợp tác với APJ)                              | 2020 |
| Mình đi cùng nhau (hợp tác với APJ)                              | 2020 |
| Ai mang em đi (hợp tác với APJ)                                  | 2020 |
| Một chiều mưa bất ngờ (hợp tác với RyO)                          | 2020 |
| Xin cô đơn đi (hợp tác với APJ)                                  | 2020 |
| Liếc mắt đưa tình (hợp tác với Lena)                             | 2020 |
| Tình là gì đây em ơi                                             | 2021 |
| Hold Me Close                                                    | 2021 |
| Sương hoa đưa lối (hợp tác với RyO)                              | 2021 |
| Nhớ nhà (hợp tác với Lil Shady)                                  | 2021 |
| Tình yêu vô hướng                                                | 2021 |
| Lệ duyên tình (hợp tác với Long Nón Lá)                          | 2021 |
| Cô độc (hợp tác với Zino)                                        | 2021 |
| Sẽ như ánh mặt trời                                              | 2021 |
| Tình yêu hóa đá (hợp tác với RyO)                                | 2021 |
| Một lần cho mãi mãi                                              | 2021 |
| Chim quý trong lồng (hợp tác với Văn Mai Hương)                  | 2021 |
| Give me your love (hợp tác với Plastik Funk, Polmoya và 9tySlac) | 2021 |
| Muôn kiếp vấn vương (hợp tác với RyO)                            | 2021 |
| Tình xa lúc ban chiều                                            | 2021 |
| Từ khi anh ghé qua                                               | 2021 |
| Người đó cướp anh đi                                             | 2021 |
| Phận hoa rơi (hợp tác với Vicky Nhung)                           | 2021 |
| Một khi đã yêu (hợp tác với RyO)                                 | 2022 |
| Hẹn kiếp tương phùng (hợp tác với Long Nón Lá)                   | 2022 |
| Chân mây (hợp tác với Phương Thanh)                              | 2022 |
| Hoa ngũ sắc (hợp tác với Long Nón Lá)                            | 2022 |
| Chơi vơi (hợp tác với Trung Quân)                                | 2022 |
| Tình không xa cách (hợp tác với Long Nón Lá)                     | 2022 |
| Duyên nói trước không thành (hợp tác với Long Nón Lá)            | 2022 |
| Hoa không hương (hợp tác với Văn Mai Hương)                      | 2022 |
| Hỡi người nơi đâu (hợp tác với Đồng Lan)                         | 2023 |
| Về nhà thôi (hợp tác với Doãn Hiếu)                              | 2024 |
| Đánh cắp mặt trời (hợp tác với Double2T)                         | 2024 |

## Chương trình truyền hình
| Năm  | Chương trình           | Vai trò       | Kênh | Chú thích                    |
| ---- | ---------------------- | ------------- | ---- | ---------------------------- |
| 2018 | Người bí ẩn            | Nhân tố bí ẩn | HTV7 |                              |
| 2019 | Siêu bất ngờ           | Nhân tố bí ẩn | HTV7 |                              |
| 2024 | Nhanh như chớp (mùa 5) | Người chơi    | HTV7 | Cùng Doãn Hiếu và Trịnh Thảo |

## Giải thưởng và đề cử
- Đề cử Giải Làn Sóng Xanh cho Sự kết hợp xuất sắc
- Đề cử Giải Làn Sóng Xanh cho Ca khúc của năm
- Đề cử Giải Làn Sóng Xanh cho Bài hát hiện tượng
- Đoạt Giải Âm nhạc châu Á Mnet cho Nghệ sĩ châu Á mới của năm ở Việt Nam
- Đoạt Giải Làn Sóng Xanh cho Top 10 Bài hát được yêu thích
- Đoạt Giải Làn Sóng Xanh cho Ca khúc được yêu thích trên radio